# Kantojärvi (sjö i Torneå, Lappland)
Kantojärvi är en sjö i kommunen Torneå i landskapet Lappland i Finland. Sjön ligger 27,5 meter över havet. Arean är 81 hektar och strandlinjen är 4,51 kilometer lång. Sjön  ingår i Torne älvs huvudavrinningsområde.   Den ligger omkring 85 kilometer sydväst om Rovaniemi och omkring 650 kilometer norr om Helsingfors. 